# ایستگاه متروی نبرد
ایستگاه متروی نبرد، یکی از ایستگاهای خط چهار مترو تهران است. این ایستگاه در خیابان پیروزی، نزدیکی چهارراه کوکاکولا واقع شده‌ است و یکی از شلوغ‌ترین ایستگاه‌های خط ۴ می‌باشد.
مساحت فضای سر پوشیدهٔ این ایستگاه بالغ بر ۴۸۲۸ متر مربع است و قرار است ایستگاه تقاطعی خط ۴ و خط ۹ متروی تهران شود.